# Portulaca nogalensis
Portulaca nogalensis är en portlakväxtart som beskrevs av Emilio Chiovenda. Portulaca nogalensis ingår i släktet portlaker, och familjen portlakväxter. Inga underarter finns listade i Catalogue of Life.